# Jan van Pelt
Jan van Pelt (Schiedam, 6 september 1897 -  Amersfoort, 29 december 1942) was een Nederlands verzetsstrijder in de Tweede Wereldoorlog.
Van Pelt werkte tot zijn arrestatie op 6 september 1941 in Schiedam bij Swarttouw’s Machinefabriek als crasseur (tekenaar). Direct na de capitulatie startte hij met het organiseren van verzetsgroepen. Hij was de leider van de afdeling Rotterdam-West van de illegale CPN. Hij zamelde geld in voor getroffen gezinnen en stelde zijn woning beschikbaar voor vergaderingen. Van Pelt coördineerde het drukken, zetten en verspreiden van de illegale krant De Waarheid. Hij heeft mogelijk bijgedragen aan een wapentransport naar Overschie. Voorts was hij verbindingsman voor het communistisch verzet tussen Schiedam, Rotterdam en Den Haag. Hij werkte onder meer samen met Schiedammer Jan Jongebreur.
Jan van Pelt werd na verraad op 6 september 1941 op zijn werk gearresteerd door Otto Lange en Gerrit Kastein van de Sicherheitsdienst. Van Pelt heeft tot januari 1942 vastgezeten op het Rotterdams politiebureau Haagsche Veer, tot april 1942 in het Oranjehotel (Scheveningen) en tot oktober 1942 in Kamp Amersfoort. Tussen 20 en 23 oktober 1942 heeft Van Pelt samen met 52 andere verzetsmensen terechtgestaan in het Carlton Hotel te Amsterdam, waar hij schuldig werd bevonden en veroordeeld tot de doodstraf. De executie door een vuurpeloton vond plaats op 29 december 1942 op de Leusderheide, nabij Kamp Amersfoort.
Op 20 september 1945 werd het lichaam van Van Pelt en 31 andere slachtoffers opgegraven. Het stoffelijk overschot van Van Pelt werd op 9 oktober 1945 door zijn vrouw geïdentificeerd en op 1 december 1945 herbegraven op de Algemene Begraafplaats in Schiedam. Tegenwoordig ligt Van Pelt begraven op het erehof van begraafplaats De Beukenhof. 